# Manuel Martín Cuenca
Manuel Martín Cuenca (El Ejido, Almería, 30 de noviembre de 1964) es un director de cine, guionista y escritor español. Entre sus películas más importantes figuran títulos como La flaqueza del bolchevique, La mitad de Óscar, Caníbal o El autor.

## Biografía
Manuel Martín Cuenca nació en El Ejido (Almería) el 30 de noviembre de 1964 y allí pasó su infancia y juventud. Estudió Filología Hispánica en la Universidad de Granada y se licenció en Ciencias de la Información en la Universidad Complutense de Madrid (1989).
En 1988 comenzó a trabajar profesionalmente en el cine como asistente de dirección, script y director de reparto, colaborando con directores como Felipe Vega, Alain Tanner, Mariano Barroso, José Luis Cuerda, Icíar Bollaín o José Luis Borau, entre otros. En 1999 comienza a escribir y dirigir sus propias películas tanto en el género documental como de ficción. Durante esos años trabaja también como profesor de dirección e interpretación en diferentes escuelas de cine de España y Cuba. Colabora con algunos periódicos y publicaciones, y escribe una novela y varios libros de cine.
Ha escrito y dirigido los cortometrajes El día blanco (1991), Hombres sin mujeres (1998) y Nadie (Un cuento de invierno)  (1999).
En 2001 coescribe con el cubano Alejandro Hernández y dirige un largometraje documental, El juego de Cuba, que gana varios premios internacionales, entre los que destacan el primer premio del Festival de Málaga, La CinemaFe de Nueva York, la sección oficial de Ámsterdam o la nominación al Mejor Documental Extranjero en los Grierson Awards de la BBC. Es exhibido en televisiones de todo el mundo en más de veinte países.
En 2003 participa en el Festival Internacional de Cine de San Sebastián en la sección Zabaltegui con su primera película de ficción como director y coguionista junto a Lorenzo Silva, La flaqueza del bolchevique, cosechando muy buenas críticas. Fue nominada a cinco premios del Círculo de Escritores Cinematográficos, al Goya al Mejor Guion Adaptado y a la Mejor Actriz Revelación, que ganó María Valverde.
Dos años más tarde, en 2005, estrena en la sección oficial de San Sebastián su segunda película de ficción como director y coguionista, Malas temporadas, que obtiene aquel año el Premio Sebastiane del Festival de San Sebastián y es nominada a la concha de oro. La película obtiene muy buenas críticas y es premiada en el festival de cine latino de San Diego y el Festival Internacional de Cine de Santa Bárbara. Fue nominada al Goya a Mejor Actriz Protagonista, Nathalie Poza.
En 2009 estrena en el Festival de Málaga de Cine Español un nuevo largometraje documental, como director y coguionista: Últimos testigos: Carrillo comunista, que es nominado al Goya al Mejor Documental y obtiene el premio Cartelera Turia al Mejor Documental del año.
En 2004 cofunda con Alejandro Hernández, su coguionista habitual, la productora La Loma Blanca P. C. Esta producirá varias de sus películas, empezando por La mitad de Óscar en 2010, de la que aparte de director también fue coguionista y que se llevó el Premio Especial del Jurado del Festival de Miami y Premio a Mejor Fotografía de Festival Cinespaña de Toulouse (Francia).
En 2009 funda la editorial Lagartos Editores, que se dedica a apoyar a jóvenes autores andaluces, y que lanza una colección de libros de cine, Lagartos de Cine, en la que se editan textos cinematográficos de películas heterodoxas como La soledad, Lo que sé de Lola, La flaqueza del bolchevique, Mujeres en el parque…
En los años siguientes ha ido consolidando una sólida carrera, aplaudida por crítica y público, con títulos coescritos con Alejandro Hernández como Caníbal (2013), Concha de Oro a Mejor Fotografía en el Festival de San Sebastián y Premio Goya a Mejor Fotografía, y El autor (2017), película que obtuvo el Gran Premio Fipresci de la crítica en el Festival de Toronto, los premios Goya a mejor actor protagonista (Javier Gutiérrez) y mejor actriz de reparto (Adelfa Calvo), además de nueve nominaciones (entre ellas, la de mejor película, mejor director y mejor guion adaptado, para el propio Martín Cuenca).
A finales de 2021 se estrenó La hija, con buenas críticas en prensa y dos nominaciones a los premios Goya: mejor dirección (Manuel Martín Cuenca) y mejor actor protagonista (Javier Gutiérrez).En octubre de 2021 anunció que su siguiente película, El amor de Andrea, se rodaría enteramente en la provincia de Cádiz.
Debutó como director de escena dirigiendo la obra Un hombre de paso, que supuso su reencuentro profesional con dos viejos amigos: Felipe Vega, su autor, y Antonio de la Torre como uno de los protagonistas. El montaje se estrenó en enero de 2022 en el teatro Lope de Vega de Sevilla antes de salir de gira por España.

## Cinematografía
- El amor de Andrea (2023) (dirección)
- La hija (2021) (dirección, coproducción y coguionista con Alejandro Hernández)
- Criminal (España) (2019) (guionista)
- El autor (2017) (dirección, coproducción y coguionista con Alejandro Hernández)
- Caníbal (2013) (dirección, coproducción y coguionista con Alejandro Hernández)
- La mitad de Óscar (2010) (dirección, coproducción y coguionista con Alejandro Hernández)
- Últimos testigos: Carrillo comunista (documental) (2009) (dirección y coguionista)
- El Tesoro (TV-Movie) (2007) (dirección)
- Adiós (cortometraje) (2005) (producción)
- Malas temporadas (2005) (dirección y coguionista con Alejandro Hernández), con Javier Cámara, Leonor Watling y Nathalie Poza.
- 11M: Todos íbamos en ese tren (documental) (2004) (guion con Alejandro Hernández y dirección del segmento Españoles por vía de sangre)
- La flaqueza del bolchevique (2003) (dirección y coguionista con Lorenzo Silva).
- El juego de Cuba (documental) (2001) (dirección y coguionista con Alejandro Hernández)
- Puntos cardinales (2001) (guion y dirección)
- Nadie (Un cuento de invierno) (2000) (guion)
- Hombres sin mujeres (1998) (dirección)
- El día blanco (1990) (dirección)

## Libros
- Primeras películas de directores españoles, Ediciones JC Clementine, 1994
- El ángel de la prisa, Instituto de Estudios Almerienses, 1995
- Pensar la imagen, Instituto de Estudios Almerienses, 2007
- Felipe Vega: estar en el cine, Instituto de Estudios Almerienses, 2007
- La flaqueza del bolchevique (con Lorenzo Silva), Xenos Nomoi, 2008

## Premios
Premios Goya
| Año  | Categoría            | Película | Resultado |
| ---- | -------------------- | -------- | --------- |
| 2017 | Mejor director       | El autor | Nominado  |
| 2017 | Mejor guion adaptado | El autor | Nominado  |
| 2021 | Mejor director       | La hija  | Nominado  |

Medallas del Círculo de Escritores Cinematográficos
| Año  | Categoría            | Película                    | Resultado |
| ---- | -------------------- | --------------------------- | --------- |
| 2003 | Premio revelación    | La flaqueza del bolchevique | Nominado  |
| 2003 | Mejor guion adaptado | La flaqueza del bolchevique | Nominado  |
| 2013 | Mejor director       | Caníbal                     | Ganador   |
| 2013 | Mejor guion adaptado | Caníbal                     | Ganador   |
| 2021 | Mejor director       | La hija                     | Nominado  |